# Kościół San Simeon Piccolo w Wenecji
Kościół San Simeon Piccolo (pełna nazwa: chiesa dei Santi Simeone e Giuda Taddeo Apostoli – kościół Świętych Szymona Apostoła i Judy Tadeusza Apostoła) – rzymskokatolicki kościół w Wenecji, w dzielnicy (sestiere) Santa Croce. Administracyjnie należy do Patriarchatu Wenecji. Określenie „piccolo” (mały) otrzymał dla odróżnienia go od innego, położonego w pobliżu, kościoła pod tym samym wezwaniem – San Simeone Grande („grande” - wielki). Został zbudowany na pozostałościach pierwszej świątyni, założonej, według tradycji, w 966 roku. Prawdopodobnie od początku przy kościele istniała parafia. Nowy kościół został zbudowany w latach 1718–1738. Jest jednym z ostatnich obiektów sakralnych zbudowanych w Wenecji i zarazem pierwszym, wzniesionym na planie okręgu. Jako jedyny w Wenecji ma katakumby.
Sylwetka kościoła wzbudziła kontrowersje. Napoleon miał powiedzieć: „Widywałem kościoły bez kopuł, ale jeszcze nigdy nie widziałem kopuły bez kościoła”. Angielski krytyk sztuki, John Ruskin określił go jako „jeden z najbrzydszych kościołów w Wenecji lub gdziekolwiek. Jego czarna kopuła, niczym rzadki rodzaj gasometru, jest przedmiotem podziwu wśród współczesnych włoskich architektów”.
Kościół przez pewien czas był zamknięty dla kultu. W 2006 roku, za zgodą ówczesnego patriarchy Wenecji, Angela Scoli, został ponownie otwarty i przyznany Bractwu Kapłańskiemu Świętego Piotra jako tzw. kapelania tradycjonalistyczna.

## Historia

### Pierwotny kościół
Kościół San Simeon Piccolo, znany również jako Santi Simeone e Guida, został założony, według tradycji, w 966 roku, ale pierwsza udokumentowana wzmianka o nim pochodzi z 1138 roku, zaś kolejna dotyczy jego odbudowy po pożarze w 1149 roku. Niejasny jest czas i okoliczności utworzenia przy kościele parafii, fakt ten musiał mieć miejsce najpóźniej w XI wieku, kiedy to w mieście określona została struktura administracyjna, oparta na istniejących parafiach, w pełni zakorzenionych w tkance miejskiej. Świątyni nadano nazwę San Simeon Piccolo, aby odróżnić ją od sąsiedniego, większego kościoła San Simeon Grande. Pierwotny kościół był zbudowany na wydłużonym planie, równolegle do Canal Grande. Był to budynek o skromnych rozmiarach, pokryty prostym, dwuspadowym dachem, z dobudowaną z boku dzwonnicą, również o prostym wyglądzie.

### Nowy kościół

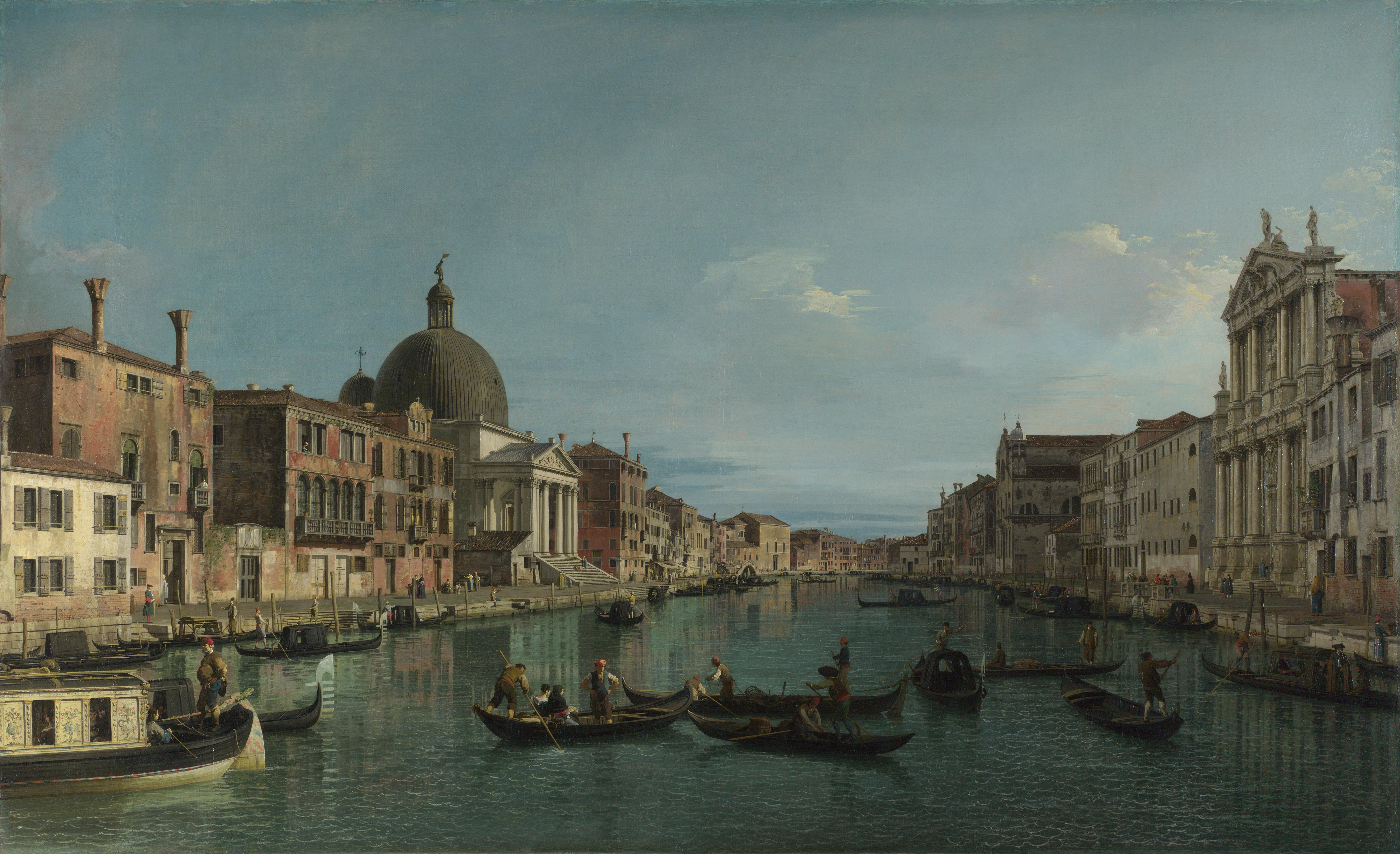
Canaletto, Wenecja: Canal Grande i San Simeone Piccolo, ok. 1740, National Gallery w Londynie

Na początku XVIII wieku pierwotny kościół znajdował się w stanie ruiny. Między 1718 a 1719 rokiem zaangażowano do jego przebudowy Giovanniego Antonia Scalfarotta, piastującego od 1711 roku urząd architekta miejskiego (proto). Nie jest jasne, w jakich okolicznościach doszło do współpracy między architektem a proboszczem kościoła, Giovanem Battistą Molinem i wspólnotą wiernych. W przebudowę zaangażowały się wpływowe osobistości. Podczas prac rozbiórkowych odkryto trzy posadzki, ułożone jedna na drugiej. Przebudowa miała być sfinansowana z pieniędzy z loterii, zorganizowanej przez kapłana, zwanego Manera. Scalfarotto przebudowując kościół przypuszczalnie inspirował się kopułą Panteonu w Rzymie. Nad całym budynkiem dominuje bardzo wysoka kopuła, pokryta miedzianymi płytkami, zakończona cylindryczną latarnią z oknami przedzielonymi kolumnami, na szczycie której znajduje się posąg Odkupiciela. Inspirację do dominującej roli kopuły, nieproporcjonalnej w stosunku do bębna i centralnego założenia zaczerpnął Scalfarotto z kościoła Santa Maria della Salute, położonego na przeciwległym końcu Canal Grande. Chciał, żeby jego budynek był, podobnie jak tamten, dominantą krajobrazu miejskiego tej części Wenecji. Miał stanowić swoistą, skrótową zapowiedź wspaniałości Serenissimy dla kogoś, kto, przecinając lagunę, zbliżał się do miasta od strony lądu stałego. Z kolei ideę pronaosu i prowadzących do niego schodów Scalfarotto zaczerpnął z kościoła Tolentini. Mimo to jego kościół jako całość zachował jednolitość, antycypując styl, który później rozwinął się wraz z nurtem neoklasycznym. Scalfarotto wyrył swoje nazwisko w tympanonie fasady pronaosu. San Simeon Piccolo pozostał jego jedynym zrealizowanym dziełem w Wenecji. 27 kwietnia 1738 roku Gaspare de Negri, biskup Cittanova d’Istria, konsekrował kościół.
San Simeon Piccolo był jednym z ostatnich budynków sakralnych, wzniesionych w Wenecji. W wyniku przebudowy został powiększony i stał się większy od pobliskiego San Simeon Grande, ale nazwy obu kościołów zachowano, choć według niektórych określenia „grande” i „piccolo” odnosiły się do wielkości parafii. Nowy kościół zyskał tytuł kolegiaty. Powołano przy niej niewielką kapitułę, złożoną z dwóch kapłanów i proboszcza.

#### XIX wiek
Na mocy dekretu napoleońskiego Królestwa Włoch z 5 czerwca 1805 roku (oraz kolejnych dekretów) zainicjowano w Wenecji proces kasat i przekształceń kościołów i klasztorów oraz zmian granic parafii. W 1807 roku zniesiono kapitułę przy San Simeon Piccolo, a w 1810 roku – parafię.

#### XX wiek
W wyniku ostrzału w nocy z 26 na 27 lutego 1918 roku jedna z czterech kolumn pronaosu została zniszczona i zastąpiona nową.
Od 1977 roku w kościele odprawiano tradycyjne msze łacińskie. W 1985 roku patriarcha Wenecji, kardynał Marco Cé w oparciu o indult Ecclesia Dei usankcjonował odprawianie tradycyjnych mszy łacińskich.
Później kościół był przez pewien okres zamknięty dla kultu.

#### XXI wiek
Od 2006 roku za zgodą ówczesnego Patriarchy Wenecji S.E.R. Angelo Scola, kościół został ponownie otwarty i powierzony Bractwu Kapłańskiemu Świętego Piotra jako kapelania tradycjonalistyczna w Wenecji. Jest obecnie jedynym kościołem w Wenecji, w którym odprawiana jest codziennie tradycyjna msza łacińska.

## Architektura
Kościół składa się z trzech elementów: pronaosu, korpusu głównego i prezbiterium.

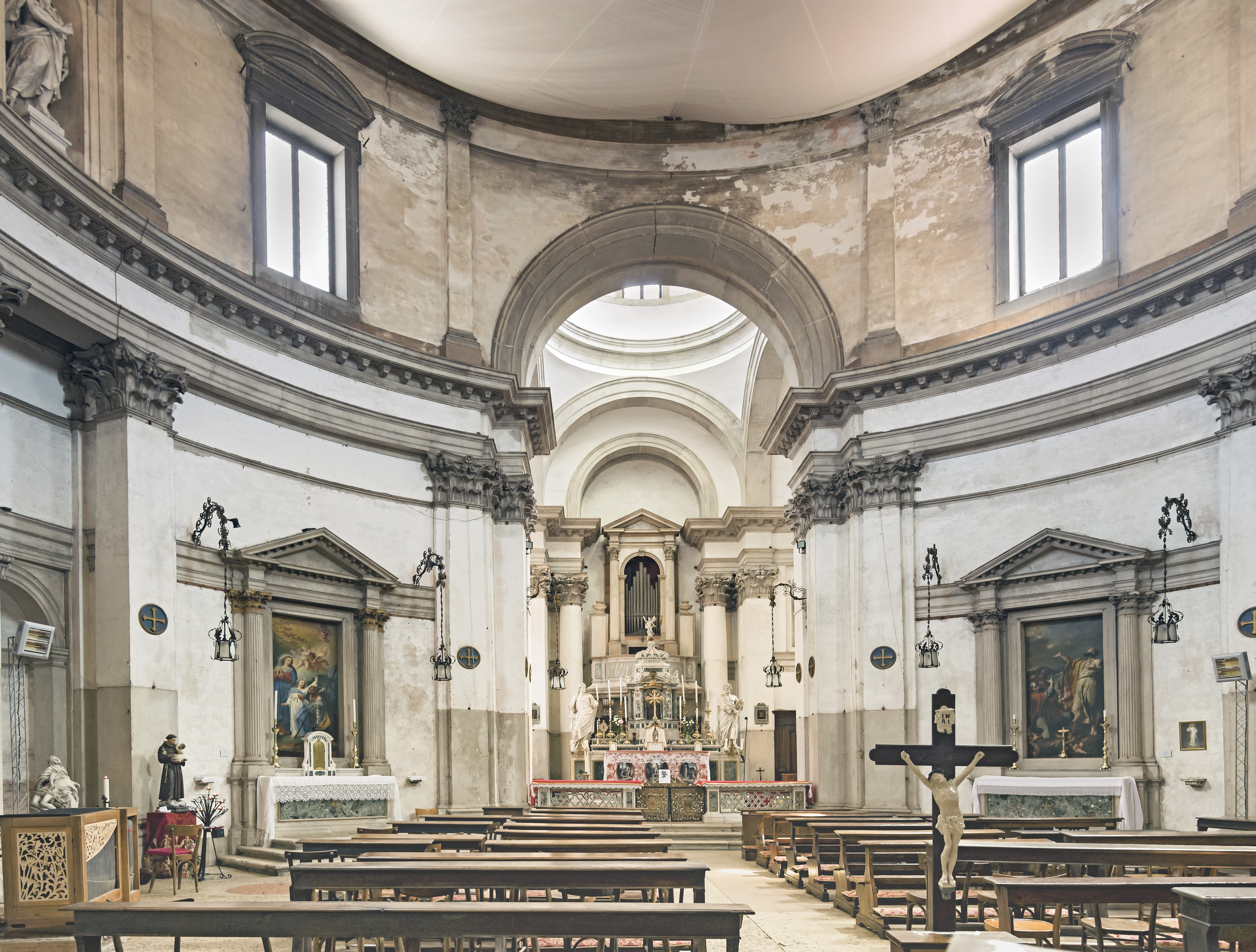
Widok wnętrza kościoła.

### Pronaos
Kościół został posadowiony na wysokim stylobacie, który nie tylko znacznie zwiększa wrażenie jego pionowości, ale także sprawia, iż posadzka znajduje się powyżej poziomu ulicy, którą z pronaosem łączą schody. Inspirując się pobliskim kościołem Tolentini, Scalfarotto zrealizował pronaos o znacznej długości, nadając mu kształt greckiej świątyni. Jego fasada składa się z czterech kolumn korynckich i flankujących je, narożnych filarów z pilastrami. Wszystkie one wspierają architraw, zwieńczony trójkątnym tympanonem, który wypełnia XVIII-wieczna, marmurowa płaskorzeźba dłuta Francesca Cabianki, przedstawiająca Męczeństwo świętych Symeona i Judy.

### Korpus główny
Kościół zbudowany został na planie koła, z dwoma bocznymi skrzydłami o wysokości równej architrawowi pronaosa. Nawa centralna jest ograniczona pilastrami i kolumnami korynckimi, które podtrzymują bęben wysokiej kopuły. Po bokach zbudowano cztery symetryczne ołtarze i dwie ambony. W pierwszym ołtarzu z prawej strony znajduje się obraz Św. Franciszek z Paoli, flankowany posągami anioła i św. Kajetana z Thieny, dłuta Antonia Marinettiego. W drugim ołtarzu znajdują się posągi świętych Szymona i Judy Tadeusza (lub św. Jana Chrzciciela) oraz obraz Mattii Bortoloniego, przypisywany również Francescowi Polazzo. W pierwszym ołtarzu po lewej stronie, w nawie, znajduje się Święta Rodzina Tomasa Bugoniego, a w drugim – Męczeństwo św. Doroty Angela Venturiniego.

### Prezbiterium
Z przodu, podniesione o trzy stopnie w stosunku nawy, znajduje się prezbiterium, zwieńczone niewielką kopułą i poszerzone z obu stron o dwie półkoliste eksedry, które zdobią posągi Apostołów. W jego centrum umieszczony został wolno stojący ołtarz główny, flankowany posągami świętych Szymona i Judy Tadeusza. W ołtarzu znajduje się tabernakulum z cherubami oraz dwa pozłacane obrazy: Maryje przy grobie Chrystusa i Św. Maria Magdalena, być może dzieło Maggiotta. Z prawej eksedry prowadzi przejście do zakrystii, w której znajduje się marmurowy krucyfiks, dzieło Giovanniego Marchioriego.

### Katakumby
Pod posadzką nawy znajdują się katakumby, a w nich groby oraz patrycjuszowskie kaplice, pochodzące z wcześniejszego kościoła. Część centralną podziemnego założenia stanowi wysoka, ośmiokątna, ozdobiona scenami Męki Pańskiej komora, z której wychodzą cztery korytarze, prowadzące do miejsc pochówku. Katakumby pod kościołem San Simeon Piccolo są jedynymi w Wenecji.

### Kampanila
Z prawej strony prezbiterium wznosi się niewielka, 3-metrowa kampanila z dzwonami uruchamianymi ręczne. Pochodzi ona z okresu odbudowy kościoła przez Scalfarotta.